# Питон (син на Агенор)
Вижте пояснителната страница за други личности с името Питон.
Питон, син на Агенор (на старогръцки: Πείθων, Πίθων, Peithon; † 312 г. пр. Хр. при Газа) е македонски офицер на Александър Велики.
През 327 г. пр. Хр. той командва тежковъоръжена група в боя против малите (в Пенджаб). След това той получава управлението на индииндийска провинция, която граничела с тази на сатрап Филип. Малко след това той получава заповед да победи индийския цар Мусикан. Питон успява и завежда пленения цар при Александър.
През 316 г. пр. Хр. Питон получава от Антигон I Монофталм сатрапия Вавилон. През 314 г. пр. Хр. той е в съвета на опитните офицери, който трябва да придружава още неопитния Деметрий, синът на Антигон, по времето на неговия пръв поход. През 312 г. пр. Хр. Питон тръгва с Деметрий на война против Птолемей I. Войската на Деметрий е победена при град Газа и Питон е убит (в битката при Газа).